# Bernardo Gianoncelli
Bernardo Gianoncelli, genannt Bernardello († vor 1650 wohl in Venedig), war ein italienischer Lautenist und Komponist des Barock.

## Leben und Werk
Gianoncelli war einer der letzten italienischen Komponisten für die Barocklaute. Über sein Leben ist fast nichts bekannt. Seine Witwe gab 1650 eine Sammlung seiner Kompositionen unter dem Titel Il liuto di Bernardo Gianoncelli heraus, die in einem einzigen Exemplar in der Biblioteca Nazionale Marciana in Venedig erhalten geblieben ist. Die Sammlung enthält mehrere Suiten für Laute, die nach Tonarten angeordnet sind. Sie gehören zu den letzten italienischen Beiträgen zur Entwicklung der Suite als geschlossener musikalischer Form. Gianoncellis Kompositionen offenbaren einen neuen Stil, der eine verbesserte Kontrapunktik mit homophoner Melodik verbindet. Auch experimentierte er mit neuen Stimmungen für die Laute. Sein bekanntestes Werk ist eine Bergamasca, die von dem Musikwissenschaftler Oscar Chilesotti 1891 herausgegeben wurde. Ottorino Respighi schuf eine instrumentierte Version davon, die er in seine 2. Suite der Antiche danze ed arie aufnahm.